# Nissanstadion
Het Nissan-stadion (Japans: 日産スタジアム, Nissan Stajiamu) is een voetbal- en atletiekstadion in Yokohama met een capaciteit van 70.000 toeschouwers.
Tijdens het Wereldkampioenschap voetbal 2002 werden hier vier wedstrijden gespeeld waaronder de finale.
Het stadion wordt gebruikt tijdens het wereldkampioenschap voetbal voor clubs in 2005 tot en met 2008, 2011, 2012, 2015 en 2016.
Tijdens het Wereldkampioenschap rugby 2019 stonden hier zeven wedstrijden geplant waarvan er één werd afgelast, zowel de beiden halve finales als de finale werden in dit stadion gespeeld.
Tijdens de Olympische Zomerspelen 2020 Worden er meerdere wedstrijden gespeeld waaronder de finale bij de mannen.

## WK interlands
| №  | Datum        | Wedstrijd               | Uitslag | Competitie     | Toeschouwers |
| -- | ------------ | ----------------------- | ------- | -------------- | ------------ |
| 1. | 9 juni 2002  | Japan – Rusland         | 1 – 0   | WK 2002        | 66.108       |
| 2. | 11 juni 2002 | Saoedi-Arabië – Ierland | 0 – 3   | WK 2002        | 65.320       |
| 3. | 13 juni 2002 | Ecuador – Kroatië       | 1 – 0   | WK 2002        | 65.862       |
| 4. | 30 juni 2002 | Brazilië – Duitsland    | 2 – 0   | Finale WK 2002 | 69.029       |